# Великі Пузирки (зупинний пункт)
Вели́кі Пузи́рки — пасажирський зупинний пункт Жмеринської дирекції Південно-Західної залізниці.
Розташований на північно-східній околиці села Мала Медведівка Ізяславського району Хмельницької області на лінії Шепетівка — Старокостянтинів I між станціями Чотирбоки (14 км) та Антоніни (18 км). Відстань до ст. Шепетівка — 38 км, до ст. Старокостянтинів I — 32 км.
Відкритий 1914 року як станція, згодом перетворений на роз'їзд. У вересні 2013 року переведений у розряд зупинних пунктів.